# Echt melkviooltje
Het echt melkviooltje (Viola lactea) is een overblijvende plant uit de viooltjesfamilie (Violaceae). De soort komt van nature voor in West-Europa en is inheems in Vlaanderen. Het aantal chromosomen is 2n=58.
De plant wordt 5-20 cm hoog en heeft spaarzaam behaarde, kruipende stengels. De donkergroene, 1-4 cm lange bladeren zijn lancetvormig tot ovaal-lancetvormig en vaak paars getint met een wigvormige voet. De bovenste bladeren hebben driehoekige steunblaadjes, die even lang of langer zijn dan de bladstelen.
Het echt melkviooltje bloeit in mei en juni met licht blauw-witte of grijs-paarsachtige, 1,5-2 cm grote bloemen. Op het onderste bloemblad zitten dieppaarse nerven. De bloem heeft een korte gelige of groene, 3-5 mm lange spoor.
De vrucht is een puntige, 8-10 mm lange en 5-7 mm brede, driekleppige doosvrucht. De zwartbruine,  1,6-1,8 mm lange en 1 mm brede zaden hebben een mierenbroodje.

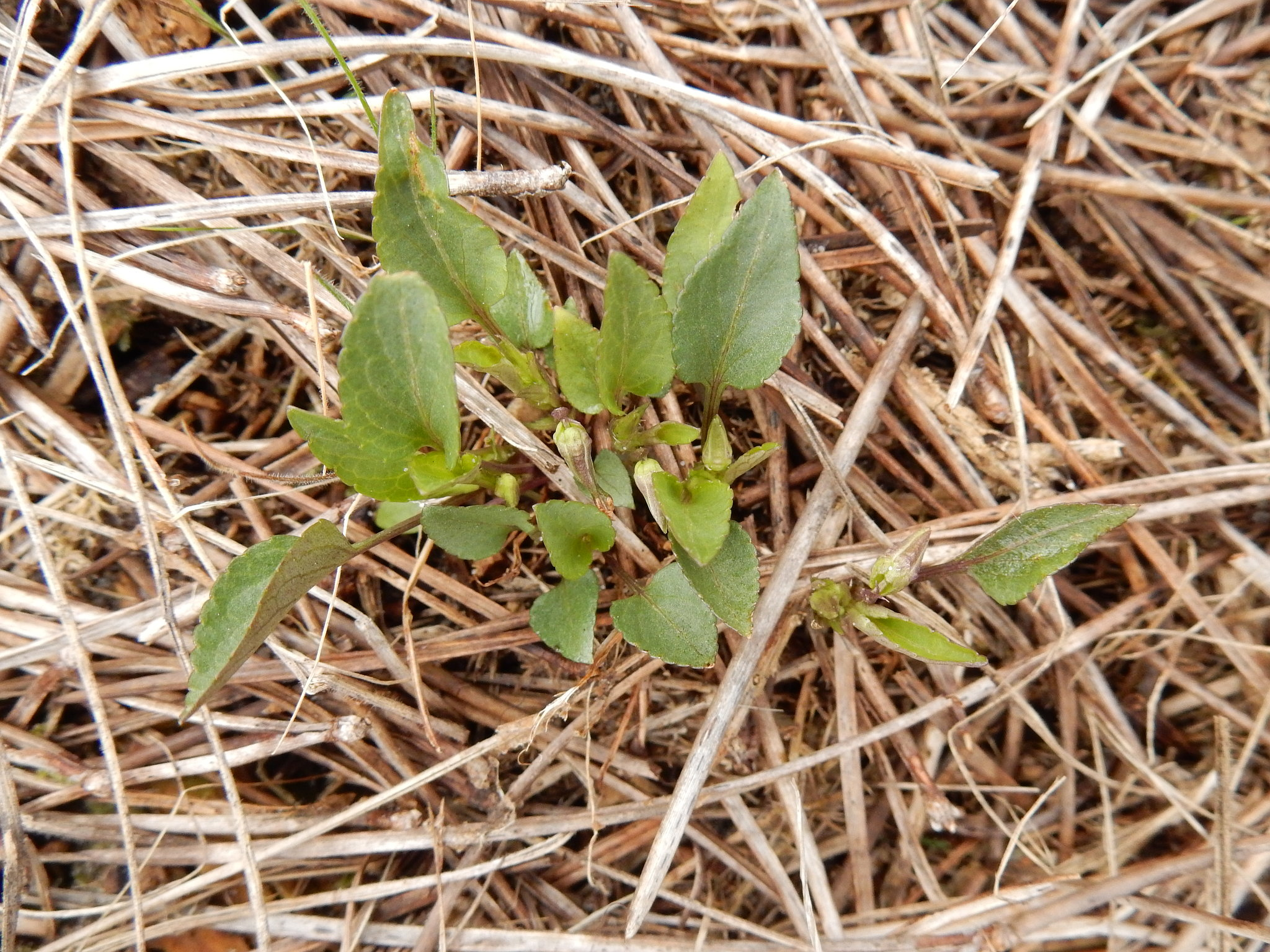
Planten
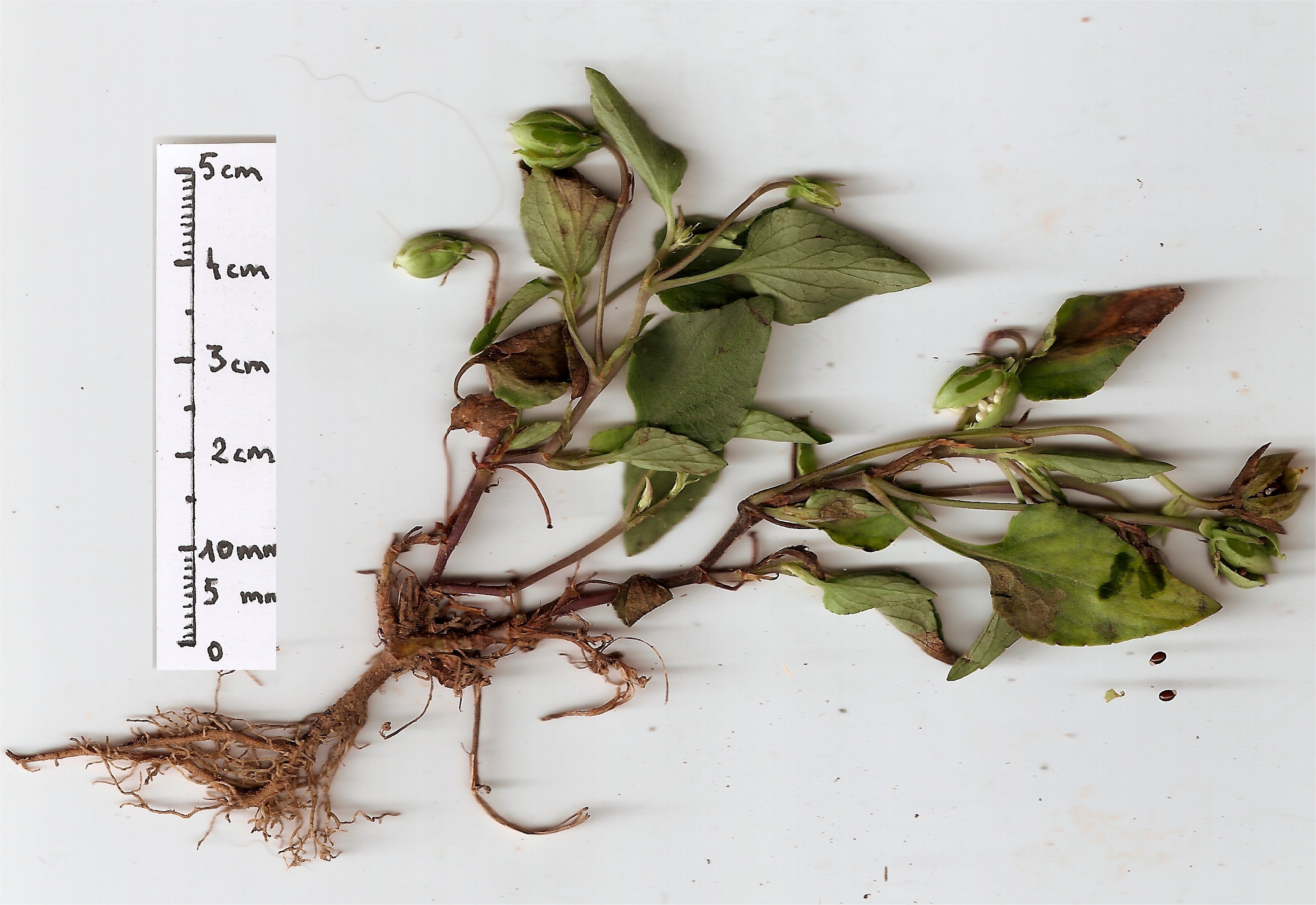
Plant
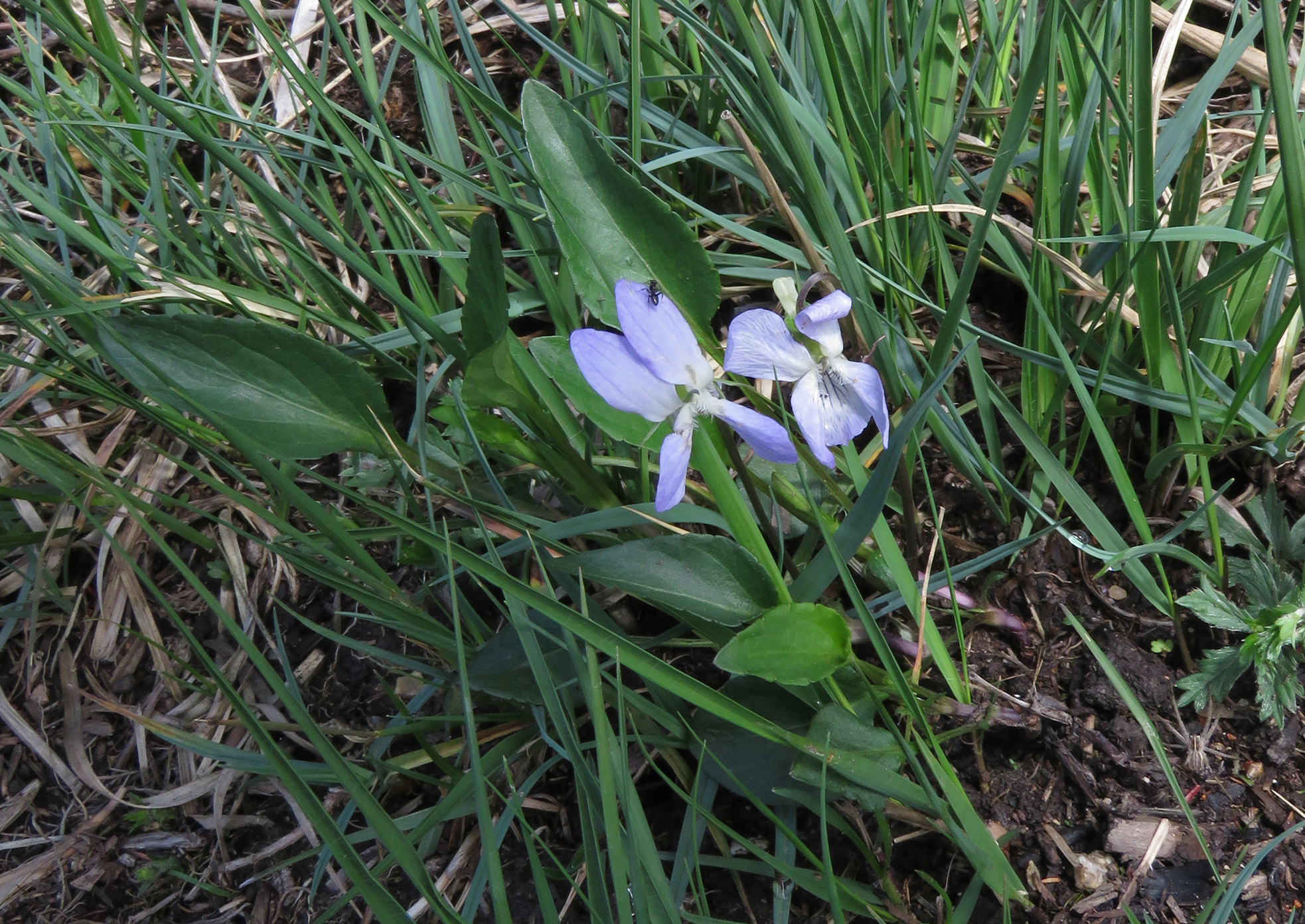
Stengel
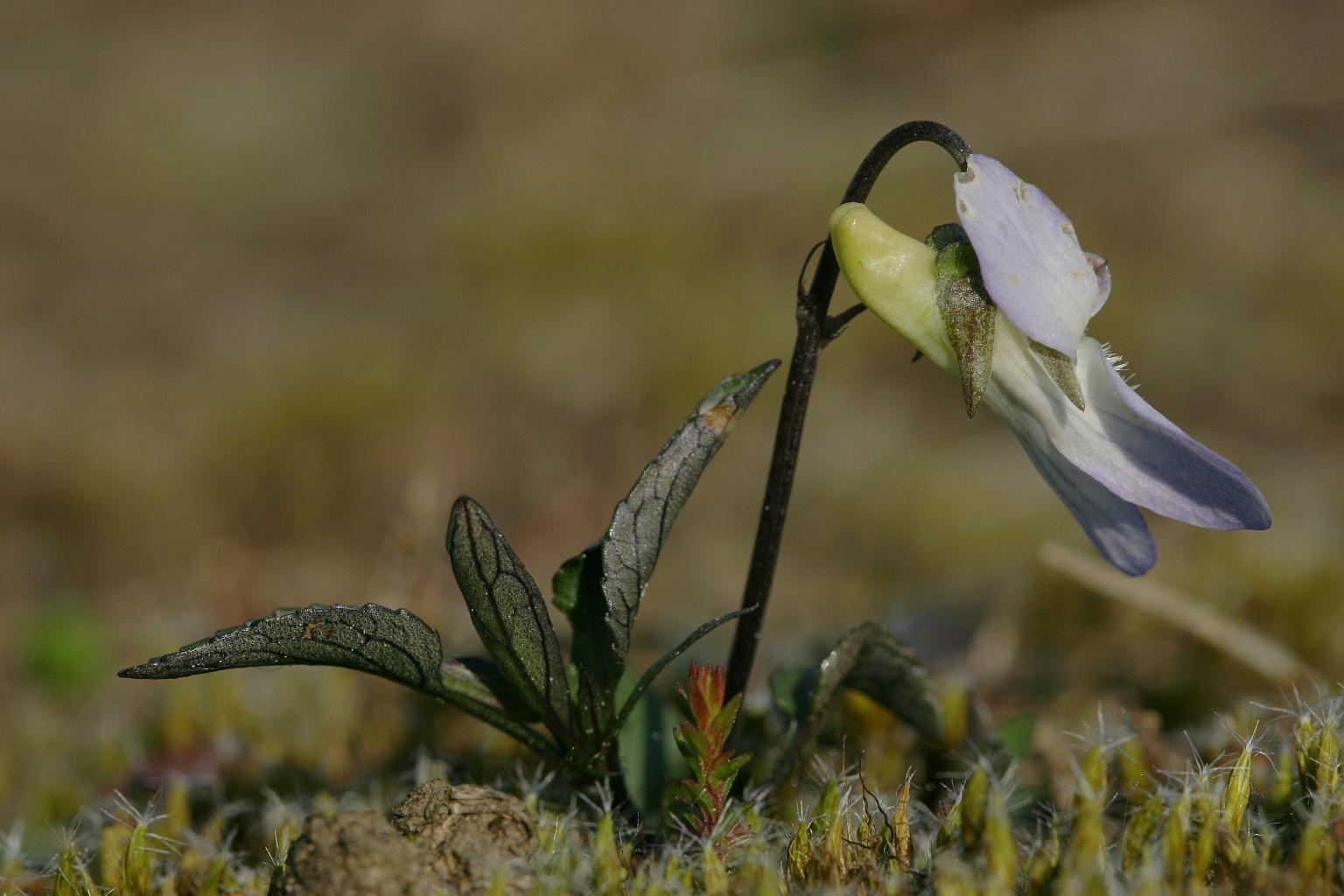
Bloem met spoor
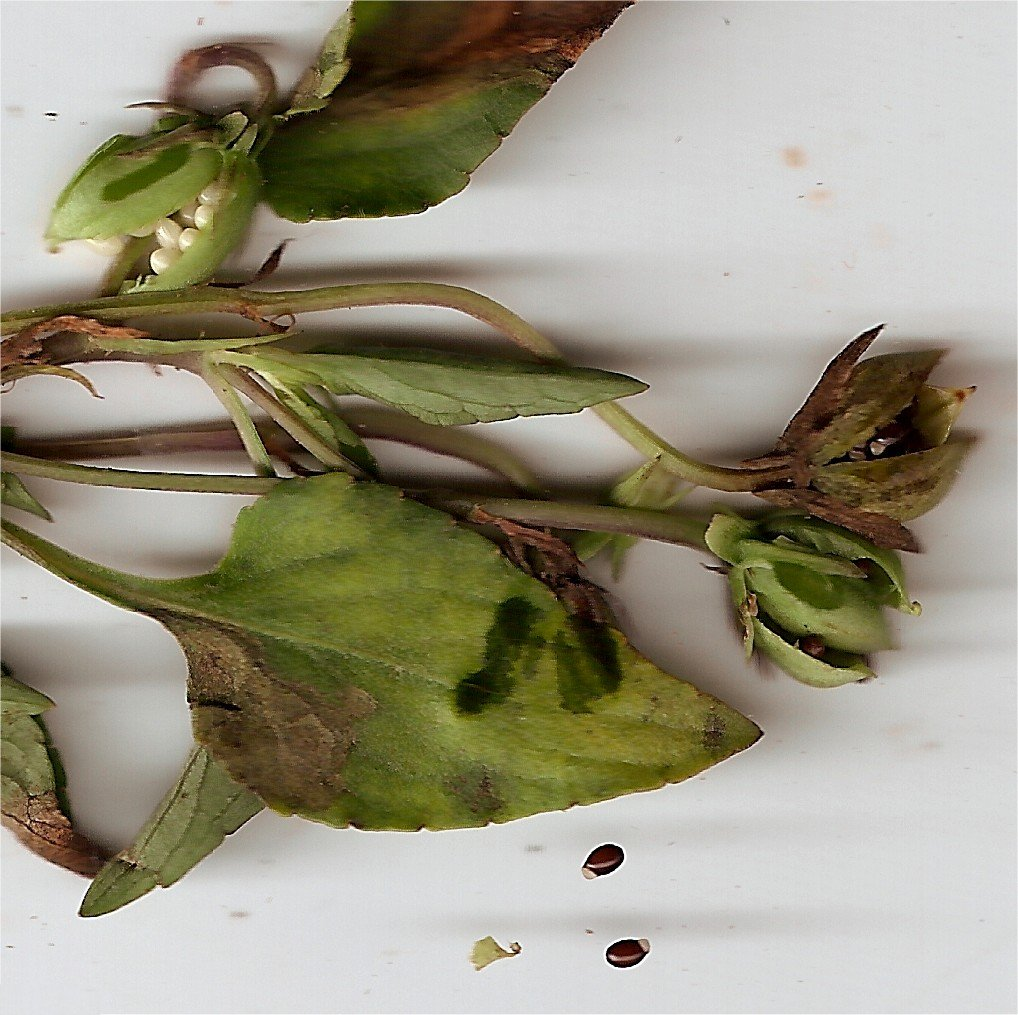
Vrucht en zaden
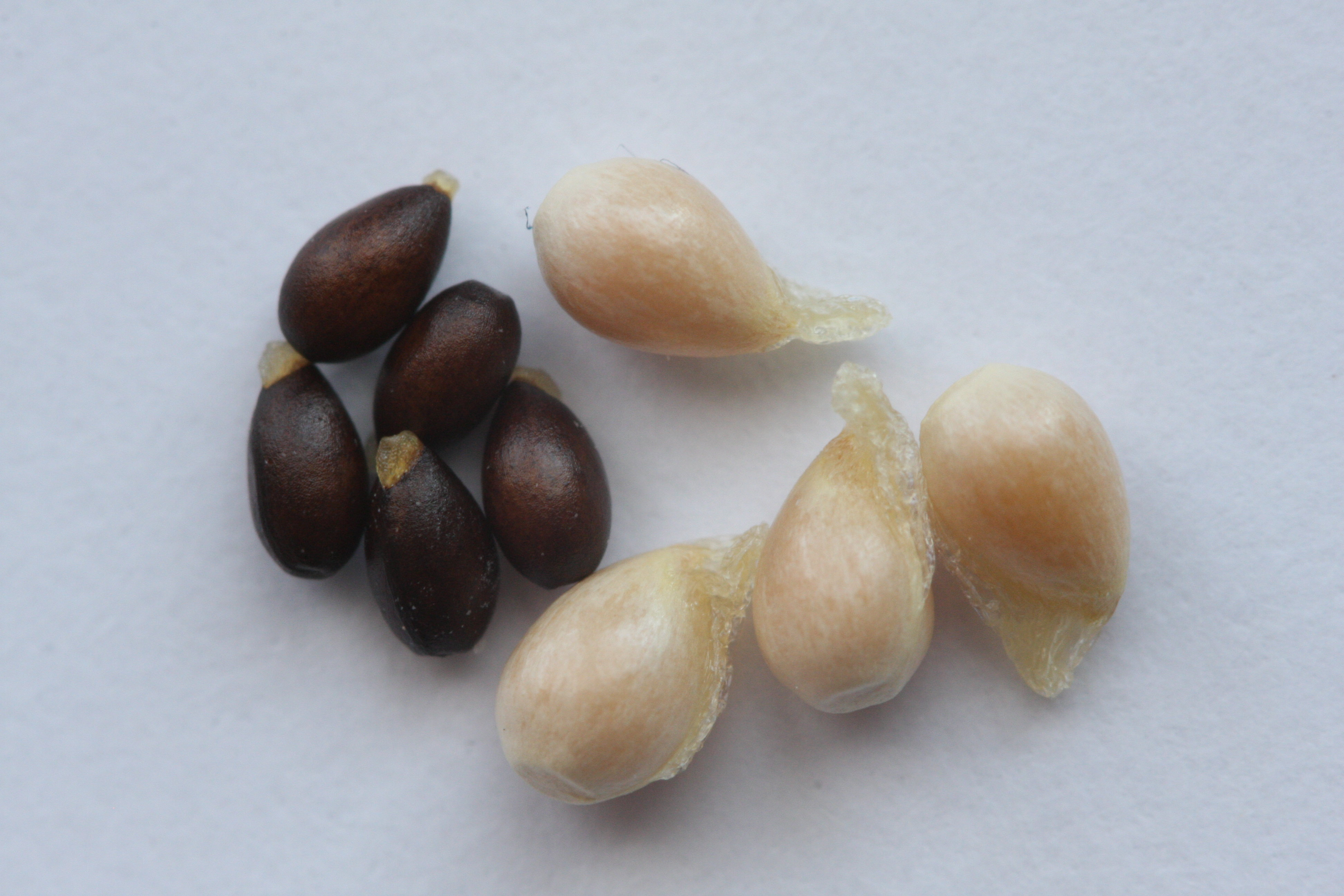
links: Zaden van het echt melkviooltje

De plant komt voor op veenachtige grond in heide, langs paden, schraal hooiland en blauwgrasland.